# Đảo giấu vàng
Đảo giấu vàng (hay Đảo châu báu - nguyên bản tiếng Anh là Treasure Island) là một tiểu thuyết phiêu lưu viết cho thiếu niên của nhà văn người Scotland Robert Louis Stevenson mô tả một cuộc hành trình trên biển đi tìm kho báu của bọn cướp biển chôn giấu trên đảo của nhân vật chính là cậu bé Jim Hawkin. Tiểu thuyết này lần đầu được xuất hiện trên tạp chí dành cho lứa tuổi thiếu niên là Young Folks trong những năm 1881-1882 với các tiêu đề khác nhau như Gã đầu bếp trên biển (Sea Cook) hoặc Đảo châu báu (Treasure Island), trước khi được in thành sách vào năm 1883.
Đảo giấu vàng là một trong những tiểu thuyết xuất sắc nhất của Stevenson với hơn 50 lần được chuyển thể thành các bộ phim điện ảnh, phim truyền hình với các ngôn ngữ: Anh, Đức, Ý, và nhiều chuyển thể ở các thể loại kịch nói, âm nhạc và có ảnh hưởng sâu sắc tới những huyền thoại về cướp biển sau này như giấu chữ X đặc biệt trên bản đồ, mật hiệu tấm tròn đen, con vẹt đậu trên vai...

## Hoàn cảnh sáng tác của Stevenson

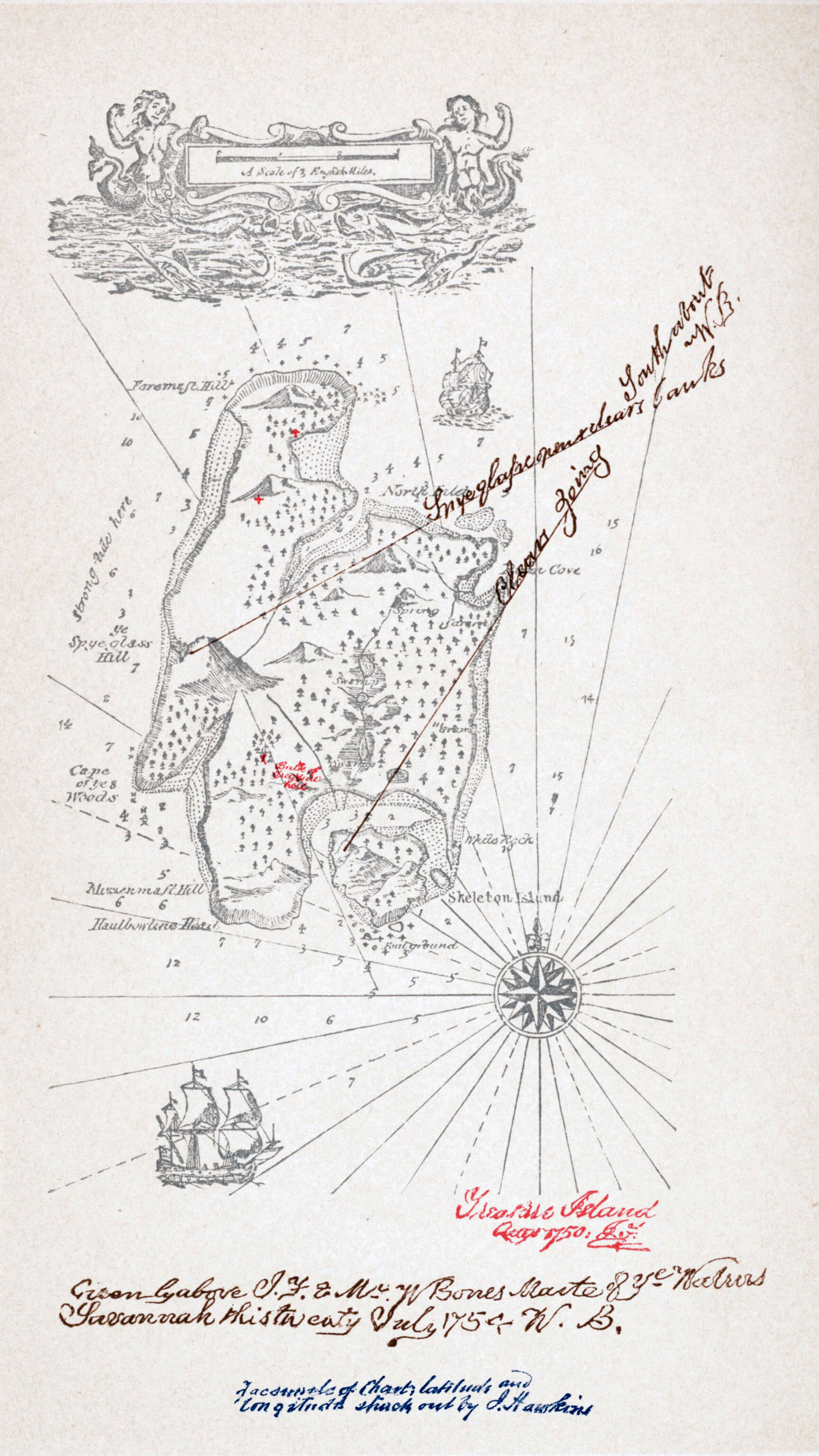
Hình vẽ bản đồ kho báu trong truyện được cho là do Stevenson vẽ.

Đảo châu báu được Steveson sáng tác khi ông 30 tuổi vào mùa hè năm 1881 khi cùng gia đình nghỉ hè tại Braemar (cao nguyên Scotland) cùng với năm thành viên khác trong gia đình. Đó là thời điểm cuối mùa hè lạnh lẽo và mưa nhiều. Khi xem bức tranh vẽ một hòn đảo màu nước của Lloyd Osbourne (con riêng của vợ Stevenson) và tạo ra cho Stevenson ý tưởng về một hòn đảo chứa châu báu của cướp biển. Ông đã giành ba ngày liên tục viết ba chương đầu tiên của tiểu thuyết rồi đưa cho mọi người trong gia đình đọc, nhận xét và bổ sung các ý tưởng.
LLoyd khăng khăng đòi không có phụ nữ trong chuyện vốn chiếm phần lớn ban đầu, và ngoại trừ giữ lại nhân vật mẹ của Jim Hawkin ở chương đầu. Cha của Stevenson đặc biệt thích thú như một cậu bé và đã dành một ngày để kiểm tra lại về nhân vật Bill Bones, đồng thời bổ sung tình huống Jim Hawkin trốn trong thùng đựng táo để nghe lén câu chuyện của bọn phản loạn. Hai tuần sau, một người bạn của Stevenson là Alexander Japp đã mang những chương đầu tiên tới tổng biên tập của Tạp chí Young Folks, và ông ta đã đồng ý đăng mỗi tuần một chương định kỳ. Và trong vòng mười lăm ngày liên tục, Stevenson đã liên tục viết chuyện với tốc độ một chương một ngày và sau đó dần cạn từ. Lý do chính của việc này là sức khỏe của ông (Stevenson bị viêm phổi mãn tính). Ông đã gần như nản lòng vì lo lắng không kiếm được tiền nuôi thân ở tuổi 31, và lo sợ không thể hoàn thành cuốn sách. Stevenson đã xem lại các bản thảo, chỉnh sửa lại, đi bộ các buổi sáng và đọc các tiểu thuyết khác. Sau đó, họ chuyển tới Davos, Thụy Sĩ và Stevenson đã hoàn thành tiểu thuyết tại đây.
Trong thời gian từ năm 1881 đến 1882, khi được đăng trên tạp chí Yong Folks, Đảo giấu vàng ít được chú ý và không giúp cho Young Folks tăng doanh thu, nhưng nó thật sự trở nên phổ biến nhanh chóng sau khi được xuất bản trọn vẹn ở dạng sách  vào năm 1883. Tiểu thuyết nhanh chóng được nhiều người yêu thích đến mức cả Thủ tướng Anh khi đó là William Gladstone đã thức tới hai giờ đêm để đọc hết cuốn sách. Các nhà phê bình văn học đều ca ngợi tiểu thuyết. Tiểu thuyết gia người Mỹ là Henry James đã nhận xét "Đảo châu báu hoàn hảo như một trò chơi thiếu nhi cực hay"., còn Gerard Manley Hopkins thì viết "Tôi nghĩ Stevenson viết trong một trang còn hay hơn cả Sir Walter Scott viết trong một tập".

## Nội dung chính của truyện
Nhân vật chính của tiểu thuyết là cậu bé thiếu niên Jim Hawkin, lớn lên ở một quán trọ nơi bố mẹ cậu làm chủ. Vào một ngày nọ, có một thủy thủ già (Bill Bones) đến ở trọ, và vô tình lộ ra việc hắn ta vốn là thành viên cũ của băng cướp biển do thuyền trưởng Flint huyền thoại, đang trốn chạy đồng bọn. Trước khi chết, Bill đã tiết lộ cho Jim về kho báu của băng Flint, cùng với bản đồ kho báu do ông ta giữ. Khi Bill chết, Jim đã kịp lấy bộ bản đồ trước khi đồng bọn của Bill đến phá quán để cố tìm kiếm bản đồ.

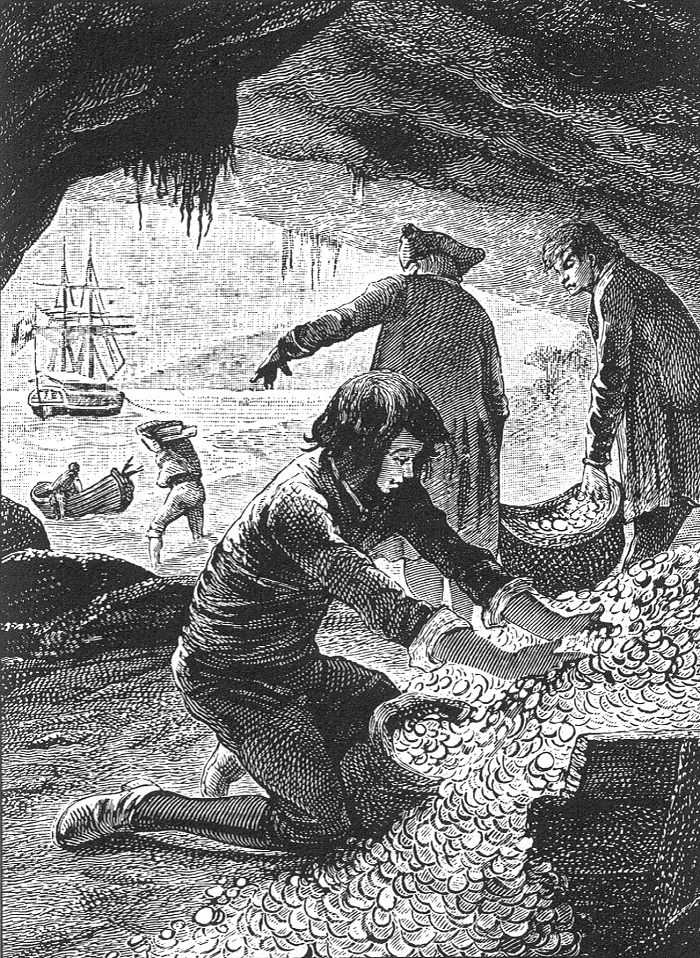
Jim cùng mọi người trong hang chứa châu báu tìm được.

Jim đã đem bản đồ đến trình chính quyền với điền chủ John Trelawney, bác sĩ Lee Livesey, và họ đã quyết định cùng lên đường tìm kiếm số vàng này mang về cho chính quyền, và Jim trở thành thủy thủ học việc trên chiếc tàu này, với thuyền trưởng Alexander Smollett và những người thân cận của John. Khi tàu ra khơi, vô tình Jim đã phát hiện ra cuộc nội loạn sắp xảy ra do kẻ cầm đầu là John Silver cao kều, gã đầu bếp cụt chân với con vẹt mang tên thuyền trưởng Flint trước đây chính là thành viên trong toán cướp Flint. Nhờ phát hiện này, mọi người thoát chết và đã rời khỏi tàu, cùng chiến đấu với bọn phản loạn trên đảo.
Sau đó, khi tham gia một chuyến thăm dò nho nhỏ trên đảo, Jim đã lạc khỏi nhóm và vô tình gặp được Ben Gunn, người sống trên hoang đảo. Ben chính là đồng đội cũ của bọn John Silver cao kều bị cả bọn bỏ rơi trước kia khi cố gắng tìm kho báu. Ben đã tìm ra kho báu và chôn giấu riêng ở một nơi. Nhờ có con thuyền độc mộc thô sơ của Ben,Jim đã đột nhập vào con tàu Hispaniola(lúc này chỉ có tên cướp biển mũ đỏ và tên giặc già Hands canh giữ).2 tên giặc trên tàu đã ẩu đả nhau và tên giặc già Hands đã giết chết tên kia với một vết thương lớn trên đùi.Sau đó, Jim đã uy hiếp Hands phải giúp cậu đưa tàu đến một vị trí cất giấu an toàn.Tuy nhiên,sau khi đã hồi phục nhờ sự chăm sóc của Jim,tên giặc đã suýt giết cậu khi Jim đang bất cẩn nhưng không thành công.Dù không muốn giết lão,Jim đã vô tình cướp cò hai khẩu súng trên tay làm tên giặc ngã xuống biển cùng với xác của tên giặc mũ đỏ.Khi đã neo tàu an toàn ở bến ''Thuyền trưởng Kid'',Jim tìm về pháo đài cũ để gặp lại mọi người thì lại bị rơi vào tay bọn John Silver.May mắn thay, cậu đã được tên Silver cứu khỏi bị tra tấn và hành hạ,đổi lại việc cậu sẽ làm chứng cho hắn phòng  khi hắn bị bắt.JIm được gặp lại bác sĩ Livesey vào sáng hôm sau và đã tiết lộ cho bác sĩ biết về vị trí tàu.Livesey đã cố gắng thuyết phục Jim chạy theo mình nhưng cậu đã thẳng thừng từ chối với tấm lòng quân tử; đó thật sự là ''một tia sáng hi vọng trong hoàn cảnh tăm tối '' lúc đó của Long John Silver. Sau đó,Jim cùng bọn thủy thủ khởi loạn lên đường đi tìm kho báu trên đảo với tấm địa đồ của Bill trong tay.Giữa đường,chúng đã vô cùng khiếp vía khi nghe được giọng nói giống của Flint trong rừng thực ra là Ben Gunn giả giọng để câu giờ cho nhóm bác sĩ và Trelawney mai phục sẵn ở nơi cất giấu kho báu.Bọn giặc nhanh chóng lờ đi sự sợ hãi ban đầu để tiến gần hơn  tới nơi chôn của và phát hiện rằng nó trống không vì đã bị đào xới bởi Ben Gunn. Trong khi lũ giặc đang nhăm nhe định giết chết Jim cùng tên Silver cụt chân thì từ trong bụi,nhóm kia đã nổ súng và tiêu diệt 2 tên,làm 3 tên còn lại bỏ chạy. Mọi người trở lại hang động nơi Ben cất giấu kho báu và bắt tay vào việc tải vàng lên tàu.Vị thuyền trưởng Smollett cùng ông trelawney chào đón Silver như chưa có gì xảy ra;tên này cũng cư xử khúm núm,lễ phép như khi còn làm bếp trưởng.Sau khi đã bỏ lại 3 tên phản loạn ở trên đảo,họ rời đảo và neo đậu ở một vùng biển tấp nập. Do sự canh phòng bất cẩn và sự vì nể Silver của Ben Gunn,tên thủy tủ cụt chân đã biến mất cùng với một túi bạc đầy.Dù vậy,mọi người đều mừng vui vì thoát khỏi tên giặc đó.Kết thúc câu chuyện, mọi người đều có những cuộc sống tốt đẹp với số vàng nhận được.Tuy kho bạc và kho vũ khí vẫn còn sót lại trên đảo nhưng không ai trong những người sống sót  có ý định quay lại hòn đảo ghê rợn đó bất cứ lần nào nữa.
Câu chuyện được viết theo tường thuật của Jim sau khi đã trở thành thủy thủ trưởng thành từ chuyến đi này, cùng với hồi ký của bác sĩ Lee Liversey thuật lại thời gian chiến đấu với bọn phản loạn.

## Các nhân vật chính
- Jim Hawkins: là nhân vật chính của tiểu thuyết, ban đầu sống cùng bố mẹ trong quán trọ Benbow, sau đó tình cờ biết được bí mật về kho báu của thuyền trưởng Flint và đã trở thành một thủy thủ học việc trên tàu tìm kho báu. Jim là một cậu bé thông minh, dũng cảm và đã góp công lớn trong việc tìm ra kho báu.
- Billy Bones: là một thủy thủ già, trước đây là cướp biển trong băng Flint, đã đến trọ ở quán Benbow của nhà Jim Hawkin để trốn đồng bọn. Bill Bones hay uống rượu rum, bị bệnh kinh phong và thường hát bài hát của bọn cướp biển: ..Mười lăm thằng trên chiếc rương của xác chết. Ha ha ha và một chai rượu rum...

| “ | ...'Fifteen men on the dead man's chest— Yo-ho-ho, and a bottle of rum!' | ” |
Trước khi chết, Bill đã để lại bí mật kho báu và toàn bộ bản đồ kho báu của Flint cho Jim Hawkin
- Điền chủ John Trelawney: Là một người giàu có, hào hiệp trong vùng đã cùng bác sĩ Liversey giúp gia đình Jim, sau đó cứu hai mẹ con Jim khỏi bọn cướp tấn công quán trọ. Khi Jim đưa cho ông bản đồ kho báu, ông đã bỏ tiền mua tàu, thuê thủy thủ và tổ chức ra khơi tìm kho báu.
- Bác sĩ Livesey: Là một bác sĩ, bạn tốt của gia đình Jim, đồng thời cũng là thẩm phán trong vùng. Bác sĩ Liversey đã cố gắng cứu Bill Bones nhưng không được, sau đó trở thành đồng đội của John Chelawney và Jim ra khơi tìm kho báu. Một phần câu chuyện ở cuối thuật lại hồi ký của ông.
- Thuyền trưởng Alexander Smollett: Là thuyền trưởng con tàu do John Chelawney thuê, ban đầu bất hòa với ông Chelawney, nhưng sau đó cả hai đã hiểu nhau và trở thành chiến hữu sát cánh chiến đấu với bọn thủy thủ phản loạn. Alexander đã chỉ huy tàu chiến đấu với John Silver và tìm ra kho báu.
- John Silver cao kều: Còn có biệt danh là Khoanh dăm bông. Trước đây Silver chính là thành viên của bọn cướp Flint, sau đó bị cụt chân và là một chủ quán rượu ở Bristol, rồi trở thành đầu bếp trên tàu. John cao kều đã cầm đầu nhóm phản loạn âm mưu đoạt kho báu. Cuối cùng, đám phản loạn bị đánh tan, John Silver bị bắt, rồi lại trốn mất tích trên đường về. John Silver đặc biệt thích cậu bé Jim Hawkin. Silver nuôi một con vẹt luôn đậu trên vai ông ta và được đặt trên là thuyền trưởng Flint.
- Israel Hands: Là thủy thủ trưởng trên tàu, vốn là cướp biển cũ của băng Flint do Silver tuyển chọn. Israel Hands ở lại trông giữ tàu cho bọn phản loạn khi nhóm Jim Hawkin, Chelawney buộc phải rời tàu để chiến đấu với bọn phản loạn. Hands đã bị Jim Hawkin giết chết để cướp tàu.
- Tom Morgan: Cũng là thủy thủ cũ của Flint, không chịu tham gia phản loạn với Silver, đã bị Silver sát hại trên đảo.
- Ben Gunn: là bạn cũ của John Silver khi cả bọn đi tìm kho báu của Flint trước kia, do tìm kiếm thất bại đã bị bọn Silver bỏ rơi trên hoang đảo. Ben Gunn đã gặp Jim, chỉ cho Jim sử dụng thuyền độc mộc. Cũng chính Ben Gunn đã tìm ra kho báu và cất giấu nó, sau đó giúp nhóm của Chelawney đưa kho báu trở về. Ben rất thích ăn pho mát.
- Pew mù: Là gã cướp biển mù, đến tìm Bill Bones để đưa mật hiệu đen, tìm cách đoạt bản đồ nhưng thất bại. Pew đã bị chết do bị ngựa của vệ binh đá ngã xuống hào.
- Thuyền trưởng, tướng cướp Flint: Là tướng cướp biển huyền thoại đã chết, để lại kho báu kếch xù trên đảo. Flint cũng là tên con vẹt của John Silver.
- Các nhân vật khác:

## Các bản dịch tiếng Việt
- Châu đảo, Vũ Ngọc Phan dịch, NXB Đời Nay, 1945. 
  - Tái bản với nhan đề Đảo kho vàng, NXB Văn học, 1985.
  - Tái bản với nhan đề Đảo giấu vàng, NXB Văn học và Công ty Sách Đinh Tị.
- Hoàng Kim Đảo, Hà Mai Anh dịch
- Đảo giấu vàng, Hoàng Lan Châu dịch, Nhà xuất bản Kim Đồng, Hà Nội, 1983
- Đảo châu báu, Đăng Khánh dịch, Nhà xuất bản Măng Non, TP Hồ Chí Minh, 1984. 
  - Tái bản với nhan đề Đảo giấu vàng, Công ty Đông A.
- Đảo giấu vàng, Vương Đăng dịch, NXB Văn hóa Thông tin, 2010
- Đảo giấu vàng, An Lạc Group dịch, NXB Mỹ thuật và Công ty Sách Huy Hoàng, 2016
- Đảo giấu vàng, Ngụy Thanh Tuyên dịch, NXB Văn học và Công ty Sách Đinh Tị, 2021 (bìa giữ nguyên như bản dịch Vũ Ngọc Phan chỉ thay tên người dịch).

## Chuyển thể
Tiểu thuyết Đảo châu báu đã được chuyển thể thành nhiều thể loại: phim truyện, phim truyền hình, kịch nói, nhạc...

### Phim truyền hình, điện ảnh
Đã có hơn 50 bộ phim truyện và phim truyền hình được chuyển thể từ Đảo châu báu , có thể liệt kê một số dưới đây:
Phim truyện
- 1920 - Treasure Island - Bản không lời đầu tiên của Shirley Mason.
- 1934 - Treasure Island - Diễn viên Jackie Cooper và Wallace Beery. Sản phẩm của MGM, cũng là phiên bản phim truyện có tiếng đầu tiên.
- 1937 - Treasure Island - phim truyện tiếng Nga của điện ảnh Sô Viết với các diễn viên chính Osip Abdulov và Nikolai Cherkasov, đạo diễn Nikita Bogoslovsky.
- 1950 - Treasure Island - Diễn viên Bobby Driscoll và Robert Newton. Đây là phim truyện hành động xuất sắc đầu tiên của. Vào năm 1954, một series khác ra đời có tên là Long John Silver.
- 1971 - Treasure Island - Điện ảnh Sô Viết (Lithuanian) với diễn viên chính Boris Andreyev, đạo diễn Alexei Rybnikov.
- 1971 - Animal Treasure Island - Phim truyện anime đạo diễn bởi Hiroshi Ikeda và chuyển thể kịch bản Takeshi Iijima, Hiroshi Ikeda với nhà sản xuất animator nổi tiếng Hayao Miyazaki.
- 1972 - Treasure Island - Diễn viên chính Orson Welles.
- 1985 - L'Île au trésor (film, 1985) fr:L'Île au trésor (film, 1985)
- 1987 - L'isola del tesoro - chuyển thể tiếng Ý và Đức (Treasure Island in Outer Space) diễn viên Anthony Quinn trong vai John Silver.
- 1988 - Treasure Island (1988 animated film) - phim hoạt hình của điện ảnh Sô viết.
- 1990 - Treasure Island - diễn viên Charlton Heston
- 1996 - Muppet Treasure Island
- 1999 - Treasure Island - Diễn viên chính Kevin Zegers và Jack Palance.
- 2002 - Treasure Planet. Phim hoạt hình Disney.
- 2006 - Pirates of the Caribbean: Dead Man's Chest - Diễn viên Johnny Depp, Keira Knightley, và Orlando Bloom, với nhiều nhân tố chính từ tiểu thuyết đảo châu báu ví dụ như Đảo bộ xương người, bài hát 15 người trên chiếc rương xác chết của Bill Bones, đồng ăn tám, và dấu tròn đen mật hiệu.
- 2006 - Pirates of Treasure Island.
- 2007 - Die Schatzinsel. Phiên bản tiếng Đức.

Phim truyền hình
- 1955 - Những cuộc phiêu lưu của John Silver cao kều, phim màu, với 26 cảnh quay tại Pagewood Studios, Sydney, Australia, diễn viên chính Robert Newton.
- 1964 - Mr. Magoo's Treasure Island, The Famous Adventures of Mr. Magoo (1964) dựa trên tiểu thuyết Đảo châu báu với nhân vật chính Mr. Magoo chính là John Silver.
- 1966 - "Die Schatzinsel" - sản phẩm hợp tác Đức - Pháp của ZDF.
- 1968 - Treasure Island - Series 9 tập của BBC với diễn viên chính Peter Vaughn.
- 1977 - Treasure Island - Diễn viên Ashley Knight và Alfred Burke.
- 1978 - Treasure Island (Takarajima) - Phim anime được chuyển thể từ tiểu thuyết.
- 1982 - Treasure Island - được cho là bộ phim truyền hình xuất sắc nhất của điện ảnh Sô viết với Oleg Borisov trong vai John Silver
- 1990 - Treasure Island - Diễn viên Christian Bale, Charlton Heston, Christopher Lee và Pete Postlethwaite. Đây là series phim được chuyển thể, đạo diễn và sản xuất bởi Fraser C. Heston.
- 1993 - The Legends of Treasure Island - series phim anime.
- 1995 - Wishbone (TV series) series phim truyền hình cho thiếu nhi.

Ngoài ra còn có nhiều bộ phim ăn theo phần sau Trở lại đảo giấu vàng được sản xuất vào những năm 1986 (Disney), 1996 và 1998.

### Kịch
Có hơn 24 bộ kịch sân khấu và đài phát thanh đã được dàn dựng dựa trên tiểu thuyết :
- Orson Welles kịch phát thanh trên radio dàn dựng bởi Mercury Theatre vào tháng 7 năm 1938 với âm nhạc của Bernard Herrmann; Available online Lưu trữ ngày 27 tháng 10 năm 2010 tại Wayback Machine.
- Năm 1947, một vở kịch được dàn dựng và công chiếu ở St. James's Theatre (Luân Đôn), với diễn viên Harry Welchman trong vai John Silver cao kều và John Clark trong vai Jim Hawkins.
- Cũng trong thời gian này còn có vở kịch thường niên được diễn ở Mermaid Theatre, dưới sự chỉ đạo của Bernard Miles, người đồng thời thủ vai John Silver, diễn viên hài Spike Milligan được mời thủ vai Ben Gunn.
- Pieces of Eight, kịch chuyển thể bởi Jule Styne, công diễn ở Edmonton, Alberta, Canada năm 1985.

### Nhạc
Album The Ben Gunn Society phát hành năm 2003 mô tả câu chuyện xung quanh nhân vật Ben Gunn, nhân vật xuất hiện trong chương XV của tiểu thuyết (Người trên đảo) và các phần tiếp theo của cuốn sách.